# ケプラー13b
ケプラー13b(英語:Kepler-13b)とは地球から見てはくちょう座の方向にある連星、ケプラー13の主星であるA型主系列星のケプラー13Aを公転している太陽系外惑星である。

## 特徴
ケプラー13bは木星よりも大きい太陽系外惑星であるためその分誤差も生じてしまう。例えば質量は木星の8.3倍だったり9.3倍だったりと論文によって異なる。本項目ではどの論文の数値も中立的に扱い、歴史のように述べる。

### 発見当時
この惑星は2011年2月2日にWilliam J. Boruckiらによる論文がarXivにおいて公表されたのが初めての公表である。その後アストロフィジカルジャーナルで2011年6月29日に公表された。発見当初はトランジット法で発見された惑星であったため限られたデータしか得られなかった。トランジット法では地球から恒星を見た時、対象の恒星が減光することによって惑星の存在を間接的に発見する。つまり減光の度合いを調べれば惑星の半径と恒星の半径の比率が分かるため惑星の半径も求められる。このとき半径は地球の20.5倍(木星の1.8倍)と求められ、巨大な惑星であることが分かった。さらにトランジットから次のトランジットまでの公転周期も求めることができる。これは1.7635892日であることが分かった。公転周期が分かればケプラーの第3法則より{\displaystyle {\frac {a^{3}}{P^{2}}}={\frac {G(M+m)}{4\pi ^{2}}}}。ただ、惑星の質量は恒星の質量よりも十分小さいと考えればM+m≒Mとして軌道長半径aを求められる。軌道長半径は0.035 auと求められている。また、軌道長半径から主星からの遠さが分かるため温度が求められる。ただし求められる温度は温室効果などの大気の影響をなくした平衡温度である。平衡温度は3257 Kと推定された。
2011年には更に2つの論文が提出された。Jason W. Barnesらによる論文では半径が恒星の質量によって異なることを示し、恒星が太陽の1.83倍の質量を持つ場合惑星の半径は木星の1.393倍、恒星が太陽の2.05倍の質量を持つ場合惑星の半径は1.445倍であると求めた。また、Jason W. Barnesらの論文では軌道傾斜角も求められており、85.9 ± 0.4 °である。Avi Shporerらの論文では惑星の下限質量が求められており木星の9.2 ± 1.1倍と非常に質量が大きいことが分かっている。

### 2014年
2014年にはケプラー13bについて2つの論文が提出された。Avi Shporerらによる論文では質量は木星の4.94 - 8.09倍、半径は1.406 ± 0.038倍と推定された。質量が前回のAvi Shporerらの論文では下限質量が木星の9.2倍だったのに対し結果はもっと小さいとされた。恒星の光を受けている方(昼側)の温度は2750 ± 160 Kと推定された。
Ben Placekらの論文では質量が木星の8.30 ± 1.25倍、半径が1.86 ± 0.003倍と推定され、Avi Shporerらの論文(2014)よりも質量は大きいと見積もられた。Ben Placekらの論文では軌道離心率の最大値が求まり、その値は0.05であるため、この惑星が円軌道に近い軌道をとることが分かった。

### 2015年
2015年にはLisa J. Estevesらの論文が公表された。しかしLisa J. Estevesらの論文では計3つのモデルがある。3つのモデルでは恒星の物理的特徴の数値が異なるためそれぞれ違う値が求まっている。モデル1ではAvi Shporerらによる2014年の論文、モデル2はDaniel Huberらによる2014年の論文、モデル3はGy. M. Szabóらによる2011年の論文を元にしている。モデル1、モデル2、モデル3における各数値を下のように表にまとめた。
|                    | モデル1                  | モデル2                   | モデル3                  |
| ------------------ | ------------------------ | ------------------------- | ------------------------ |
| 恒星のパラメータ   |                          |                           |                          |
| 質量 (M☉)          | 1.72 ± 0.10              | 2.47+0.45 −0.72           | 2.05 ± 0.1               |
| 半径 (R☉)          | 1.74 ± 0.04              | 3.031+1.198 −0.944        | 2.55 ± 0.1               |
| 有効温度 (K)       | 7650 ± 250               | 9107+257 −425             | 8511 ± 1                 |
| 表面重力 (m/s2)    | 158.49+342.70 −108.37    | 73.62+52.85 −21.26        | 79.43+20.57 −16.34       |
| 金属量 ([Fe/H])    | 0.2 ± 0.2                | 0.070+0.140 −0.650        | 0.2 ± 0.1                |
| 惑星の軌道要素     |                          |                           |                          |
| 軌道長半径 (au)    | 0.03641 ± 0.00087        | 0.063+0.025 −0.020        | 0.0533+0.0021 −0.022     |
| 軌道離心率         | 0.00064+0.00012 −0.00016 | 0.00064+0.00012 −0.000098 | 0.00074+0.00110 −0.00016 |
| 軌道傾斜角 (°)     | 86.770+0.048 −0.052      | 86.769+0.046 −0.050       | 86.770+0.047 −0.046      |
| 近点引数 (°)       | 5+8 −10                  | -1+13 −7                  | 9+26 −7                  |
| 惑星の物理的特徴   |                          |                           |                          |
| 質量 (MJ)          | 9.28 ± 0.16              | 12.83+0.22 −0.23          | 9.963 ± 0.17             |
| 半径 (RJ)          | 1.512 ± 0.035            | 2.63+1.04 −0.82           | 2.216 ± 0.087            |
| 平均密度 (g/cm3)   | 3.6 ± 0.3                | 0.9+2.0 −0.6              | 1.2 ± 0.2                |
| 表面重力 (m/s2)    | 104.71+7.49 −6.99        | 50.12+49.88 −25.00        | 52.48+5.06 −4.62         |
| 惑星の温度         |                          |                           |                          |
| 平衡温度 (K)       | 2550 ± 80                | 3040+90 −140              | 2837 ± 2                 |
| 表面温度(昼側) (K) | 3490+60 −70              | 3830+60 −90               | 3715 ± 7                 |
| 表面温度(夜側) (K) | 2590+110 −120            | 2790+120 −140             | 2734+76 −89              |